# ماثيو جوود
ماثيو ويليام جوود (بالإنجليزية: Matthew William Goode)‏ هو ممثل إنجليزي قام بالتمثيل في عدة أفلام أهمها مطاردة الحرية، تخيلني وتخيل نفسك، زيارة برايدشد، المراقبون ، سنة كبيسة .

## النشأة
ترتيب جوود هو الخامس والأخير بين أخوته (ثلاثة أشقاء وشقيقة واحدة) كان أبوه جيولوجياً و كانت أمه ممرضة .

## أدواره
- في 2004 قام بدور بن كالدر في فيلم (مطاردة الحرية) (بالإنجليزية: Chasing Liberty)‏
- في 2005 قام بدور توم هيويت في فيلم (نقطة المباراة) (بالإنجليزية: Match Point)‏
- في 2006 قام بدور هكتور في فيلم (تخيلني وتخيل نفسك) (بالإنجليزية: Imagine Me & You)‏
- في 2008 قام بدور تشارلز رايدر في فيلم (زيارة برايدشد) (بالإنجليزية: Brideshead Revisited)‏
- في 2009 قام بدور أوزيماندياس في فيلم (المراقبون) (بالإنجليزية: Watchmen)‏
- في 2010 قام بدور ديكلان في فيلم (سنة كبيسة) (بالإنجليزية: Leap Year)‏
- في 2013 قام بدور ريتشارد في فلم stoker

## روابط خارجية
- ماثيو جوود على موقع IMDb (الإنجليزية)
- ماثيو جوود على موقع ألو سيني (الفرنسية)
- ماثيو جوود على موقع تيرنر كلاسيك موفيز (الإنجليزية)
- ماثيو جوود على موقع أول موفي (الإنجليزية)
- ماثيو جوود على موقع بوكس أوفيس موجو (الإنجليزية)
- ماثيو جوود على موقع قاعدة بيانات الأفلام السويدية (السويدية)
- ماثيو جوود على موقع إن إن دي بي (الإنجليزية)
- ماثيو جوود على موقع قاعدة بيانات الفيلم (الإنجليزية)
- ماثيو جوود على موقع كينوبويسك (الروسية)